# Ferenbalm
Ferenbalm (Frans (verouderd): La Baumette) is een gemeente en plaats in het Zwitserse kanton Bern, en maakt deel uit van het district Bern-Mittelland.
Ferenbalm telt 1.245 inwoners.